# La boda de Luis Alonso
La boda de Luis Alonso o La noche del encierro es un sainete lírico (zarzuela) en un acto, dividido en tres cuadros, en verso, con música de Gerónimo Giménez y libreto de  Javier de Burgos y Larragoiti. Se estrenó en el Teatro de la Zarzuela de Madrid, el 27 de enero de 1897. Su intermedio instrumental es probablemente el más popular de la zarzuela.

## Personajes
| Personaje                                            | Tesitura               | Reparto del estreno, 27 de enero de 1897 |
| ---------------------------------------------------- | ---------------------- | ---------------------------------------- |
| María Jesús, mujer de Luis Alonso                    | soprano o mezzosoprano | María Montes                             |
| Picúa, madre de María Jesús                          | soprano                | Sra. González                            |
| Luis Alonso, maestro de baile                        | tenor                  | Julián Romea Parra                       |
| El Charro, padre de María Jesús                      | actor                  | Vicente García Valero                    |
| Gabrié, antiguo novio de María Jesús                 | actor                  | Sr. Orejón                               |
| Don Paco, padrino de la boda, aficionado a los toros | tenor                  | José Moncayo                             |
| Pilili, amiga de María Jesús                         | actriz cantante        |                                          |
| Miguelito, amigo de Luis Alonso                      | tenor                  |                                          |
| Tarugo, amigo de Luis Alonso                         | barítono               |                                          |

## Argumento
La acción tiene lugar en 1840 en Cádiz, en el barrio de Puerta de Tierra, donde está a punto de celebrarse la boda del maestro de baile más famoso de la ciudad, Luis Alonso, que se va a casar con una mujer mucho más joven que él.
El bailarín siente celos de Gabrié, una anterior relación de María Jesús, lo que provoca que Gabrié les gaste una pesada broma en la boda. Aprovechando el encierro de toros cercano, grita que los toros se han desmandado y van corneando a diestro y siniestro. Los asustados invitados y el propio Luis Alonso salen huyendo. Gabrié y María Jesús se quedan así solos y él la reprocha que se case con alguien tan viejo. Hay une aire extraído del Domino Noir (1837) de Daniel Auber citado en la partitura: la aire de Angele en el tercer acto.